# Konami
Konami Group Corporation (コナミグループ株式会社?, Konami Gurūpu Kabushiki-gaisha) è una società di progettazione e sviluppo di videogiochi fondata in Giappone negli anni 90.
Il suo videogioco più venduto è la serie calcistica Winning Eleven/Pro Evolution Soccer, con un ammontare di quasi 90 milioni di unità vendute.

## Storia

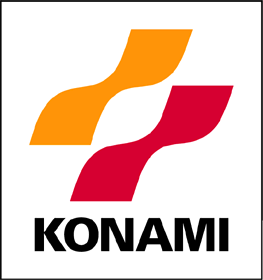
Logo della Konami usato dal 1986 al 2003.

Il primo nucleo dell'azienda venne fondata nel marzo del 1969 nella città di Osaka, da Kagemasa Kozuki e l'attività aveva ad oggetto la riparazione e noleggio di jukebox.
Nel marzo del 1973 l'azienda cambiò settore d'attività, dedicandosi alla produzione di cabinati per videogiochi arcade.
Nel 1982 la società cominciò a sviluppare e vendere videogiochi per varie macchine: MSX, PC Engine, NES, instaurando una dei migliori partenariati di Nintendo.
Il 15 gennaio 2021 la società ha annunciato la chiusura di tre divisioni dedicate alla produzione di videogiochi.
Attualmente la società ha sede a Tokyo e, oltre che nel settore dei videogiochi, Konami è attiva nei settori dell'intrattenimento e del fitness.

## Videogiochi
Fra i titoli più famosi di questa software house vi sono:
- Castlevania
- Contra
- Metal Gear[2]
- Pro Evolution Soccer[2]
- Silent Hill